# Elecciones municipales de Huancavelica de 1966
Las elecciones municipales de Huancavelica de 1966 se llevaron a cabo el 13 de noviembre de 1966 para elegir al alcalde y al Concejo Provincial de Huancavelica para el periodo 1967-1969. La elección se celebró simultáneamente con elecciones municipales en todo el país.

## Sistema electoral
La Municipalidad Provincial de Huancavelica es el órgano administrativo y de gobierno de la provincia de Huancavelica. Está compuesta por el alcalde y el Concejo Provincial.
La votación del alcalde y el concejo se realiza en base al sufragio universal alfabeto, que comprende a todos los ciudadanos nacionales mayores de veintiún años, empadronados y residentes en la provincia de Huancavelica y en pleno goce de sus derechos políticos.
El Concejo Provincial de Huancavelica está compuesto por 16 concejales elegidos por sufragio directo para un período de tres (3) años, en forma conjunta con la elección del alcalde (quien lo preside). La votación es por lista cerrada y bloqueada. Se asigna a cada lista los escaños según el método d'Hondt.

## Composición del Concejo Provincial de Huancavelica
La siguiente tabla muestra la composición del Concejo Provincial de Huancavelica antes de las elecciones.
| Partidos | Partidos                                                    | Concejales |
| -------- | ----------------------------------------------------------- | ---------- |
|          | Alianza Acción Popular - Democracia Cristiana               | 7          |
|          | Coalición Partido Aprista Peruano - Unión Nacional Odriísta | 5          |
|          | Lista Independiente Frente Independiente Electoral          | 2          |

## Partidos y candidatos
A continuación se muestra una lista de los principales partidos y alianzas electorales que participaron en las elecciones:
| Candidatura | Candidatura | Partidos y alianzas | Candidatos | Candidatos              | Ideología                                           | Resultado previo | Resultado previo | Ref. |
| Candidatura | Candidatura | Partidos y alianzas | Candidatos | Candidatos              | Ideología                                           | Votos (%)        | Con.             | Ref. |
| ----------- | ----------- | --- | ---------- | ----------------------- | --------------------------------------------------- | ---------------- | ---------------- | ---- |
|             | AP–DC       | Lista - Alianza Acción Popular - Democracia Cristiana (AP–DC) – Acción Popular (AP) – Partido Demócrata Cristiano (DC)                          |            | Ernesto Ángeles Lazo    | Liberalismo Humanismo Democracia cristiana          | 48.15%           | 7                |      |
|             | APRA–UNO    | Lista - Coalición Partido Aprista Peruano - Unión Nacional Odriísta (APRA–UNO) – Partido Aprista Peruano (APRA) – Unión Nacional Odriísta (UNO) |            | Alfonso Cárdenas Merino | Aprismo Conservadurismo social Populismo de derecha | 37.41%           | 5                |      |
|             | IND         | Lista - Lista Independiente Unión Popular Huancavelicana                                                                                        |            | Julián Gonzales         | Localismo huancavelicano                            | Nuevo            | Nuevo            |      |

## Resultados

### Sumario general
|                        |                                                                        |              |              |              |            |            |
| Partidos y coaliciones | Partidos y coaliciones                                                 | Voto popular | Voto popular | Voto popular | Concejales | Concejales |
| Partidos y coaliciones | Partidos y coaliciones                                                 | Votos        | %            | +/−          | Total      | +/−        |
|                        | Coalición Partido Aprista Peruano - Unión Nacional Odriísta (APRA–UNO) | 2,216        | 41.64        | +4.23        | 7          | +2         |
|                        | Alianza Acción Popular - Democracia Cristiana (AP–DC)                  | 2,027        | 38.09        | –10.06       | 5          | –2         |
|                        | Lista Independiente Unión Popular Huancavelicana                       | 1,079        | 20.27        | n/a          | 4          | +4         |
|                        |                                                                        |              |              |              |            |            |
| Total                  | Total                                                                  | 5,322        |              |              | 16         | +2         |
|                        |                                                                        |              |              |              |            |            |
| Votos válidos          | Votos válidos                                                          | 5,322        | 86.90        | –13.10       |            |            |
| Votos en blanco        | Votos en blanco                                                        | 454          | 7.41         | +7.41        |            |            |
| Votos nulos            | Votos nulos                                                            | 348          | 5.68         | +5.68        |            |            |
| Votos emitidos         | Votos emitidos                                                         | 6,124        | n/a          | n/a          |            |            |
| Abstenciones           | Abstenciones                                                           | n/d          | n/a          | n/a          |            |            |
| Votantes registrados   | Votantes registrados                                                   | n/d          |              |              |            |            |
|                        |                                                                        |              |              |              |            |            |
| Fuente:                |                                                                        |              |              |              |            |            |

## Elecciones municipales distritales

### Resultados por distrito
La siguiente tabla enumera el control de los distritos de la provincia de Huancavelica. El cambio de mando de una organización política se resalta del color de ese partido.
| Distrito         | Alcalde(sa) titular           | Partido político | Partido político   | Alcalde(sa) electo(a)      | Partido político | Partido político   |
| ---------------- | ----------------------------- | ---------------- | ------------------ | -------------------------- | ---------------- | ------------------ |
| Acobambilla      | Herculano Ignacio Sáenz       |                  | Alianza AP-DC      | Toribio Diego Camacllanqui |                  | Coalición APRA-UNO |
| Acoria           | Félix Raymundo Saravia        |                  | Alianza AP-DC      | Luciano Silvera Quispe     |                  | Alianza AP-DC      |
| Conayca          | Alejandro Cárdenas Vilcañaupa |                  | Alianza AP-DC      | Celso Espinoza Huaroc      |                  | Alianza AP-DC      |
| Cuenca           | Alfonso de la Cruz Toscano    |                  | Alianza AP-DC      | Toribio Ñaupa Aguirre      |                  | Alianza AP-DC      |
| Huachocolpa      | Maximiliano Requena Cuba      |                  | Coalición APRA-UNO | Vicente Huamán Meza        |                  | Coalición APRA-UNO |
| Huando           | Vicente Morales Rodríguez     |                  | Alianza AP-DC      | Estela Tovar de Oregón     |                  | Alianza AP-DC      |
| Huayllahuara     | Ezequiel Capcha Pérez         |                  | Alianza AP-DC      | Alejandro Huarocc Castro   |                  | Alianza AP-DC      |
| Izcuchaca        | Luis Gálvez Huarocc           |                  | Alianza AP-DC      | Salvador Benites Chamorro  |                  | Coalición APRA-UNO |
| Laria            | Alejandro Hilario Cuicapuisa  |                  | Alianza AP-DC      | Edilberto Huarcaya Huarocc |                  | Alianza AP-DC      |
| Manta            | Salomón Soto Matos            |                  | Coalición APRA-UNO | Teodomiro Matos Araujo     |                  | Alianza AP-DC      |
| Mariscal Cáceres | Víctor Pariachi Gómez         |                  | Coalición APRA-UNO | Nicanor Ruiz Esponda       |                  | Alianza AP-DC      |
| Moya             | Oswaldo Vila Matos            |                  | Alianza AP-DC      | Floriberto Matos Matos     |                  | Coalición APRA-UNO |
| Nuevo Occoro     | Miguel Asto García            |                  | Alianza AP-DC      | Felipe Huarocc Morán       |                  | Coalición APRA-UNO |
| Palca            | José Diego Anccasi            |                  | Alianza AP-DC      | Celso de la Cruz Rojas     |                  | Coalición APRA-UNO |
| Pilchaca         | Dina Tambini Camac            |                  | Coalición APRA-UNO | Gerardo Flores Huarocc     |                  | Alianza AP-DC      |
| Vilca            | Cosme Sáenz Egas              |                  | Alianza AP-DC      | Leonardo Balvin Arce       |                  | Alianza AP-DC      |
| Yauli            | Teófilo Velazco Cenzano       |                  | Coalición APRA-UNO | Alejandro Riveros Barrios  |                  | Alianza AP-DC      |